# Johann Wilhelm Trollmann
Johann Wilhelm Trollmann   (Gifhorn, 27 de desembre de 1907 - Camp de concentració de Wittenberge, maig 1944), també conegut pel sobrenom de «Rukeli», va ser un boxejador alemany d'ètnia sinti.

## Biografia
A la segona meitat de la dècada dels 1920 va començar la seva carrera i ràpidament va assolir la fama, convertint-se en una icona de l'Alemanya de l'època, pel seu estil característic de moviments de cames breus i ràpids.
Aquest estil de boxa diferia de l'estil dominant a l'època que era més immediat i brusc, més propi d'un guerrer que no d'un esportista. Així doncs, el 1932 el diari oficial del Partit Nazi, el Völkischer Beobachter (l'Observador Popular) el qualificava d'«efeminat» i «que el seu estil no era l'ari».
Tot i les crítiques rebudes, al 9 de juny de 1933, Trollman disputà el títol nacional de pes semi pesant contra Adolf Witt (campió de pes pesant). Després de sis assalts Trollman apallissava Witt i la victòria per punts era clarament favorable a ell. Llavors els jutges del combat, en veure que un gitano estava guanyant el trofeu, van parar el combat i declararen un empat. El jutges, veient el comportament del públic enfadat amb la decisió i per la pressió d'aquests, rectificaren i el declararen campió. Trollman de l'emoció es va posar a plorar al ring i és per aquest fet una setmana després l'Associació Alemanya de Boxa li retirà el títol amb un comunicat on es justificaven pel «pobre comportament de l'esportista», i «la pràctica de mala boxa».
Dos mesos després fou obligat a participar en un combat en el qual tenia prohibit moure’s del centre del ring, així com utilitzar el seu característic moviment de cames destinat a esquivar els cops del rival. Si ho feia, perdria la seva llicència. Trollman, indignat per les prohibicions clarament destinades a fer-lo perdre i per reforçar la imatge de la superioritat de la raça ària, es presentà al ring amb el cabell tenyit de ros i cobert de farina blanca. A més, durant tot el combat es va mantenir immòbil al centre del ring, i va rebre els cops, un darrere de l'altre, del seu rival (Gustav Eder). Després de cinc assalts Trollman va caure cobert de sang. Acabat aquest combat la seva carrera es desintegrà i després de nou combats es retirà.

## Mort
Durant els anys posteriors a la seva retirada del boxeig professional, la perseccució nazi cap al poble gitano va anar augmentant. Primer l'esterilitzaren juntament a altres milers gitanos i, el 1939 per a evitar la mort de la seva família, va realitzar el «servei desinteressat al Tercer Reich».
Posteriorment, el 16 de desembre de 1942, amb la firma del Decret d'Auschwitz per part de Himmler, s'intensificà la política racista de la dictadura feixista i s'ordenà la seva deportació. Va ser enviat al camp de concentració de Neuengamme. La data concreta de la seva mort, o els motius d'aquesta no es coneixen amb certesa, tot i que es creu que el 1944 morí després de guanyar un combat al camp de concentració, on un kapo el va apallissar fins a assassinar-lo.

## Reconeixement pòstum

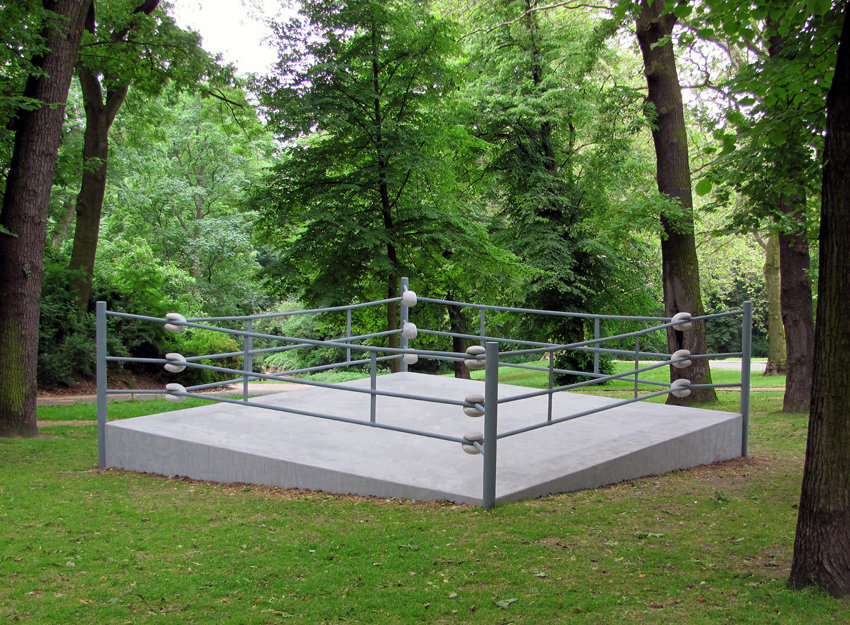
Memorial 9841 a Berlín (2010)

L'any 2003, la federació de boxa alemanya li va retornar oficialment la corona de campió, setanta anys després de la seva mort.
El 9 de juny de 2010, aniversari del combat final pel campionat, el col·lectiu d'artistes alemanys Bewegung Nurr va erigir el memorial temporal 9841 al Viktoriapark de Berlín per honorar a Trollmann. L'any 2012 el memorial es va mostrar a Hannover i a Dresden durant sis setmanes. El títol fa referència al número de presó de Trollmann.
El 2015 la banda italiana de rock alternatiu C.F.F. e il Nomade Venerabile va publicar la cançó «Come fiori» dedicada a Trollmann. Aquesta cançó va ser la inspiració de l'espectacle teatral My Inv(f)erno... gypsy life que, el març de 2019, va inaugurar la 10a edició del Festival Internacional TeatroLab, al teatre Tagliavini de Novellara.
El 2016, Dario Fo, guanyador del premi Nobel de literatura de 1997, va publicar el llibre Razza di zingaro basat en la vida de Trollmann.